# Marko Pavliha

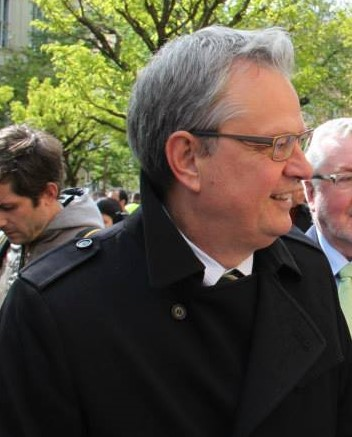
Marko Pavliha, 2014

Marko Pavliha (* 15. Dezember 1962 in Ljubljana) ist ein slowenischer Jurist, Politiker und Professor an der Universität Ljubljana.

## Leben

### Ausbildung und beruflicher Werdegang
Zwischen 1981 und 1982 absolvierte Pavliha in Pula seinen Wehrdienst. Danach nahm er das Studium der Rechtswissenschaften an der Universität Ljubljana auf, das er 1986 mit dem Bachelor of Laws abschloss. Das anschließende Masterstudium absolvierte er bis 1989 an der Universität Split. Danach setzte er seine akademische Ausbildung fort und besuchte den Masterstudiengang der McGill University, wo ihm wegen herausragender Leistungen der Titel Master of Laws ohne die Erstellung einer Masterarbeit verliehen wurde und er auf Empfehlung seines Betreuers unmittelbar in das Programm für Doktoranden wechseln konnte. 1991 wurde Pavliha mit einer Arbeit zum Versicherungsrecht zum Doktor der Rechte promoviert. Während des Studiums in Kanada arbeitete er für eine Anwaltskanzlei in Montreal. 1993 erhielt er die Zulassung als Anwalt in Slowenien und arbeitete für verschiedene Versicherungsgesellschaften. 1998 erhielt Pavliha schließlich einen Ruf seiner Alma Mater und wurde Direktor der Abteilung See- und Transportrecht an der Universität Ljubljana. Neben dieser Aufgabe nahm er Gastprofessuren am International Maritime Law Institute der Internationalen Seeschifffahrts-Organisation sowie an den Universitäten Malta, Split, Queensland und Leuven wahr.

### Wirken im Bereich des Völkerrechts
Auf völkerrechtlicher Ebene trat Pavliha zunächst 2001 in Erscheinung, als ihn die Internationale Seeschifffahrts-Organisation in ihre Expertengruppe aufnahm. Im selben Jahr wurde er von der UNESCO als Experte für Seerecht in die Intergovernmental Oceanographic Commission berufen. Ebenfalls 2001 wurde Pavliha zum Generalsekretär des Comité Maritime International gewählt. 2002 nominierte ihn die Regierung seines Heimatlandes als Kandidat für eine Richterstelle am Internationalen Seegerichtshof in Hamburg. Jedoch konnte er in keinem der drei Wahlgänge die nötige Anzahl von Stimmen auf sich vereinigen. Seit 2003 ist er zudem als Schiedsrichter am Internationalen Zentrum zur Beilegung von Investitionsstreitigkeiten tätig. Auf universitärer Ebene engagiert sich Pavliha als Mitglied des Wissenschaftsrats des International Maritime Law Institute.

### Politische Laufbahn
Sein politisches Engagement begann Pavliha 1993 als Mitglied einer vom slowenischen Finanzministerium eingesetzten Arbeitsgruppe zur Erarbeitung eines Gesetzes zur Regulierung der Versicherungswirtschaft. In den Anfangsjahren der Unabhängigkeit Sloweniens war er an der Ausarbeitung von Gesetzen im Bereich des nationalen See- und Luftfahrtrechts sowie großen Teilen des Transportrechts beteiligt. 2004 wurde er zum stellvertretenden Vorsitzenden der Partei Liberaldemokratie Sloweniens gewählt und von Ministerpräsident Anton Rop zum Transportminister berufen. Bei den Parlamentswahlen 2004 konnte Pavliha, trotz erheblicher Verluste seiner Partei, einen Sitz in der Staatsversammlung erringen, den er bis 2008 innehatte. Während dieser Zeit war er einer der Vizepräsidenten des Parlaments.

## Mitgliedschaften und Auszeichnungen
Pavliha ist unter anderem Mitglied der Maritime Law Associations Kanadas, Sloweniens und Kroatiens. Seit 1998 gehörte er der Vereinigung slowenischer Rechtsanwaltskammern an. Insgesamt sieben Mal wurde er in einer Umfrage zu einem der zehn einflussreichsten Rechtsgelehrten in Slowenien gewählt.

## Sonstiges
Pavliha ist Herausgeber zahlreicher slowenischer Fachzeitschriften und zudem korrespondierendes Mitglied des Institut du Droit International des Transports der Universität Rouen und der Fachzeitschriften European Transport Law, International Journal of Insurance Law und International Insurance Law Review. Zwischen 1993 und 2003 war er als Übersetzer für Englisch und Französisch bei den Gerichten seines Heimatlandes zugelassen. Zudem spricht er fließend Kroatisch und Serbisch. Pavliha ist mit Ester Debernardi-Pavliha verheiratet, mit der er einen Sohn und eine Tochter hat.

## Schriften
- Implied terms of voyage charters. Reinsurance Company Sava, Ljubljana 1993, ISBN 961-238-166-6.
- New Slovenian private aviation law. In: European Transport Law. 36 (2001), Nr. 2, ISSN 0014-3154, S. 151–179 (zusammen mit Sergej Simoniti).
- New European maritime policy for cleaner oceans and seas. In: Norman A. Martinez Gutiérrez (Hrsg.): Serving the rule of international law. Routledge, London 2010, ISBN 0-415-56398-4, S. 22–31.
- Marine scientific research and the 1982 United Nations Convention on the Law of the Sea. In: Ocean and coastal law journal. 16 (2010), Nr. 1, ISSN 1073-8843, S. 115–133 (zusammen mit Norman A. Martinez Gutiérrez).